# Al Zerhusen
Albert Ferdinand Zerhusen (Brooklyn; 4 de diciembre de 1931-Los Ángeles; 29 de enero de 2018), más conocido como Al Zerhusen, fue un futbolista estadounidense que jugaba como delantero.

## Selección nacional
Jugó con la selección de Estados Unidos en los Juegos Olímpicos de Melbourne 1956.

### Participaciones en Juegos Olímpicos
| Torneo                   | Sede      | Resultado        |
| ------------------------ | --------- | ---------------- |
| Juegos Olímpicos de 1956 | Melbourne | Cuartos de final |

## Clubes
| Club                | País           | Año       |
| ------------------- | -------------- | --------- |
| Cincinnati Kolping  | Estados Unidos | 1956-1957 |
| Los Angeles Kickers | Estados Unidos | 1957-1961 |
| Los Angeles Scots   | Estados Unidos | 1961-1963 |
| Los Angeles Kickers | Estados Unidos | 1963-1965 |

## Palmarés

### Distinciones individuales
| Distinción                                  | Año  |
| ------------------------------------------- | ---- |
| Máximo goleador de los Juegos Panamericanos | 1959 |